# Claudia Pinto Emperador
Claudia Pinto Emperador (Caracas, Venezuela, 10 de febrero de 1977) directora  y  guionista de cine y de series de televisión. Debutó con La distancia más larga, Premio Platino 2015 Mejor ópera prima. Creó su propia productora, Sin Rodeo films en 2017. Con su tercer largometraje, Mientras seas tú, ganó, entre otros, el Premio Goya mejor película documental 2024. 

## Trayectoria
Se licenció en Comunicación audiovisual, Mención Audiovisual, en la Universidad Católica Andrés Bello, en 1998.  Escribió y dirigió su primer cortometraje Una voz tímida en un concierto hueco, en 2000, y dos años más tarde, recibió una beca del Programa Ibermedia con la que viajó a España. Cursó un máster en Guion de Cine, un Doctorado en la Universitat Politécnica de Valencia, obteniendo el título de Especialista en Fotografía y Nuevos Medios Audiovisuales. También un máster en Guion de Televisión en Universidad Internacional Menéndez Pelayo.
Afincada en Valencia, debutó en el cine en 2014 con La distancia más larga, como directora y guionista. Rodada en Venezuela, con la actriz Carme Elías, se estrenó en el Festival Internacional de Cine de Montreal. Logró entre otros galardones, el Premio Platino 2015 a la Mejor ópera prima de ficción Iberoamericana.  
En 2019 rodó su segundo largometraje, Las consecuencias, con su productora Sin Rodeo Films, y con Eduardo Sánchez Rúgeles como guionista. Protagonizada por la también colombiana Juana Acosta y Carme Elías, se preestrenó en el Festival de Málaga Cine en Español 2021, con doble premio, Mejor película para el jurado de la Crítica y el premio a la actriz debutante María Romanillos.  
Desde 2006 compagina su trabajo en cine con la dirección de capítulos en series para televisión: Negocis de familia (2005, Canal Nou), Les moreres (2007, Canal Nou), L'Alqueria Blanca (2007-2021 Canal Nou, A Punt) y Beguinas (2004, Atresmedia).
Dirigió su primera película documental en 2023, Mientras seas tú, sobre el viaje vital de cinco años por la enfermedad del Alzheimer de su amiga y actriz, Carme Elías. Estrenada en el Festival de San Sebastián, ganó el Premio Goya 2024 Mejor película documental.  

## Filmografía
- 2001: Una voz tímida en un concierto hueco. Cortometraje
- 2006: El silencio de los sapos. Cortometraje
- 2007:Todo recto. Cortometraje. Codirección con Ada Hernández.
- 2015: La distancia más larga. Largometraje
- 2021: Las consecuencias. Largometraje
- 2023: Mientras seas tú. Película documental

## Premios y reconocimientos
- 2015: Premio Platino Mejor ópera prima de ficción iberoamericana, por La distancia más larga. [5]
- 2015: Nominación a Premios Goya mejor película latinoamericana,  La distancia más larga. [14]
- 2015: Premio Glauber Rocha (Mejor Película de América Latina) del Festival de Cine de Montreal, La distancia más larga. [15]
- 2015: Premio Reel Women Direct (Mejor Directora, en el Festival Internacional de Cine de Cleveland, por La distancia más larga.
- 2021: Premio Biznaga de Plata Premio Especial del jurado de la Crítica en el Festival de Málaga, a Las consecuencias.  [16]
- 2021: Premio Berlanga Mejor Dirección a Claudia Pinto, por Las consecuencias. La cinta también ganó el Premio Mejor montaje y postproducción, para Elena Ruiz; Mejor fotografía e iluminación, para Gabo Guerra, y Mejor dirección de producción para Jordi Llorca, Albert Espel, Yadira Ávalos, Carme Sánchez y Claudia Pinto. [17]
- 2023: Festival de Cine de San Sebastián. Premio Dunia Ayaso. Mención Especial, a Mientras sigas tú. [18]
- 2024: Premio Goya mejor película documental, a Mientras sigas tú. [19]